# Alfred von Croÿ

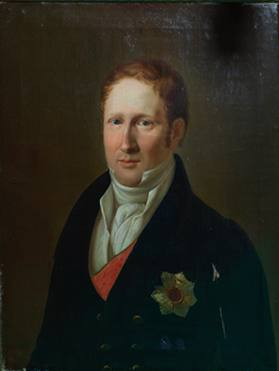
Alfred Herzog von Croÿ

Alfred Franz Friedrich Philipp X. Herzog von Croÿ (* 22. Dezember 1789 in Aachen; † 14. Juli 1861 in Dülmen) war ein spanischer Grande und deutscher Standesherr, Unternehmer und Politiker. Heute ist er besonders den Pferdeliebhabern durch die Schaffung der Dülmener Wildpferdebahn im Jahre 1847 bekannt, die durch Ankauf der Emscherbrücher Pferde entstand.

## Herkunft
Alfred entstammte dem alten, ursprünglich aus der Grafschaft Ponthieu in der Picardie kommenden Adelsgeschlecht de Croÿ, das urkundlich erstmals im 12. Jahrhundert erwähnt wird. Er war der Sohn des Auguste Philippe Herzog von Croÿ aus der Linie Solre und der Anne Victurienne Henriette de Rochechouart-Montemart. Sein Bruder Ferdinand (* 9. August 1791) war niederländischer Generalmajor.

## Familie
Alfred von Croÿ heiratete am 21. Juni 1819 die Prinzessin Eleonore Wilhelmine Louise von Salm-Salm, die Tochter des Fürsten Konstantin zu Salm-Salm. Aus dieser Verbindung gingen hervor:
- Leopoldine Auguste Johanne Franziska (* 9. August 1821; † 26. Mai 1907) ⚭ 1841 Emmanuel von Croÿ-Solre (1811–1865)
- Rudolph Maximilian Ludwig Constantin (* 13. März 1823; † 8. Februar 1902), Herzog von Croÿ
- Alexis Wilhelm Zephirin Victor (* 13. Januar 1825; † 20. August 1898) ⚭ Franziska zu Salm-Salm (1833–1908)
- Emma Auguste (* 26. Juni 1826; † 7. Januar 1909)
- Georg Victor (* 30. Juni 1828; † 15. April 1879) ⚭ 1862 Marie-Hélène Louise de Durfort Civrac de Lorge (1841–1910)
- Anne Franziska (* 24. Januar 1831; † 2. Juli 1887) ⚭ 1864 Hippolyte Guigues de Moreton, comte de Chabrillan (1828–1900)
- Bertha Rosine Ferdinande (* 12. Mai 1833; † 7. Februar 1906) ⚭ 1863 Ignatz von Landsberg-Velen und Steinfurt (1830–1915)
- Gabriele Henriette Wilhelmine (* 5. Januar 1835; † 22. September 1905) ⚭ 1874 Prinz Ludwik von Polignac (1827–1904)

## Biografie
Von Croÿ übernahm von seinem Vater 1822 die Standesherrschaft Croÿ mit dem Schwerpunkt in der preußischen Provinz Westfalen. In einem Vertrag mit dem preußischen Staat von 1827 verzichtete er auf die dem Hause Croÿ nach der Bundesakte zustehenden Rechte der Steuerbefreiung sowie der eigenen Gerichts- und Polizeiverwaltung. In den folgenden Jahren erwarb der Herzog das nach der französischen Revolution verlorene französische Stammschloss der Familie L’Hermitage in Condé-sur-l’Escaut, Département Nord, Frankreich, vom französischen Staat zurück. Nach der Julirevolution im Jahr 1830 verweigerte von Croÿ den Eid auf den neuen König Louis Philippe. Er verzichtete außerdem auf einen Sitz in der französischen Pairskammer und verlegte seinen Wohnsitz nach Dülmen. Dort begann er 1834 mit dem Bau des dortigen Schlosses und der Anlage eines Parks. Der 10. Herzog von Croÿ vervielfachte den ererbten Besitz. Dabei tätigte er in großem Umfang Landkäufe, profitierte aber auch von den preußischen Gemeinheitsteilungen. Neben Besitzungen im Münsterland gehörten der Familie auch Ländereien im Warburger Raum sowie in Pommern. Ein Großteil des Ackerlandes wurde verpachtet. Mit Erfolg wurden die Domäne Karthaus sowie ausgedehnte Waldungen von der herzoglichen Verwaltung selbst betrieben. Hinzu kamen bei Karthaus eine Zuckerrübenfabrik. Im Raum Dülmen gründete der Herzog außerdem die Eisenhütte Prinz Rudolph, mit der die Familie versuchte, neue Arbeitsplätze zu schaffen, um ein Abwandern der Bevölkerung ins Ruhrgebiet zu verhindern. Die Hütte wurde zum größten Arbeitgeber in der Gegend um Dülmen. Zu Beginn der Revolution von 1848 kam es zum Protest der Pächter, vor allem wegen hoher Mahngebühren für zu spät gezahlte Pachtgelder. Der Herzog floh mit seiner Familie nach Münster, während die Demonstranten in das Schloss eindrangen und in einigen Räumen das Mobiliar zerstörten.

## Politische Mandate
Von Croÿ war von 1826 bis 1856 als Standesherr Mitglied des westfälischen Provinziallandtags sowie 1847 Mitglied des Vereinigten preußischen Landtags. Im Jahr 1850 war er als Mitglied des Staatenhauses (erste Kammer) Teilnehmer des Erfurter Unionsparlaments. Zwischen 1854 und 1861 saß er als erblich Berechtigter der Herrschaft Dülmen im preußischen Herrenhaus.